# エイリアンターミネーター
『エイリアンターミネーター』（原題：Alien Terminator）は、1995年公開のアメリカ合衆国のホラー映画。
Dave Payneが脚本・監督を務め、カサンドラ・リーとマリア・フォードが出演している。 
『Alien Species』というタイトルに改題されて、ビデオリリースもされた。

## あらすじ
アーステック社は「バイオコム」計画のもと、孤立された環境による影響を研究するために6人の科学者を地下深くに建造された施設に閉じ込め、2年近く研究を続けていた。
しかし、アーステック社は、この隔離実験の裏に別の目的（薬物を使ってスーパーソルジャーを生み出そうとしている）があり、科学者の一人を除いては、誰も知る由はなかった。
ある日、実験室から一匹の生物が逃げ出し、ねずみと基地の猫を殺してしまう。その生物は、宿ったものの体を乗っ取ることができる性質を備えた危険な実験生物であった。

## キャスト
- レイチェル - リサ・ボイル（英語版）（カサンドラ・リー名義）
- マッケイ - マリア・フォード
- ディーン・テイラー - Rodger Halston
- ピート - Emile Levisetti
- ニュートン・フラー博士 - Kevin Alber
- コーチ役 - Bob McFarland
- ケリー・ヒル - Betsy Baldwin[2]

リポーター